# ジョン・ピアーシー
ジョン・ウィリアム・ピアーシー（John William Piercy、1979年9月18日 - ）は、イングランド・ロンドン・ニューアム区・フォレスト・ゲート出身の元サッカー選手。ポジションはMF。

## 経歴
トッテナム・ホットスパーFCのユース出身。トッテナムのトップチームにはジョージ・グラハム監督下の1999-2000シーズンにトップチームデビューを果たし、プレミアリーグで通算8試合に出場した。2001-02シーズンはトップチームでの出場機会は無く、オフに退団が決まった。
ブライトン・アンド・ホーヴ・アルビオンFCに所属していた2004年に怪我の影響で25歳で現役を引退した。しかし、怪我が治ったのちにイーストボーン・タウンFCで現役復帰。2007年に再び怪我の影響で現役を引退した。
引退後、イーストボーン・タウンでコーチに就任した。その後イースト・サセックスの学校で体育教師となり、そこでサッカーを教えている。